# Prunetalia spinosae
Prunetalia spinosae R.Tx. 1952 — порядок рослинності класу Querco-Fagetea (за класифікацією Матушкевич — єдиний порядок класу Rhamno-Prunetea). Являє собою вторинні деревно-чагарникові спільноти на посушливих ґрунтах.
В українській синтаксономії порядок називають Prunetalia та відносять разом з порядком Urtico-Crataegetalia до класу Rhamno-Prunetea. Це рослинність підвищених гранитних масивів з відслоненнями кристалічних порід.
Діагностичні види: Euonymus europaeus, Clematis vitalba, Cornus sanguinea, Crataegus laevigata, Crataegus monogyna, Crataegus rhipidophylla, Euonymus verrucosa, Prunus spinosa, Rhamnus catharticus, Rosa canina, Rosa pimpinellifolia, Rosa tomentosa, Ulmus minor, Acer campestre.
Включає спілки:
- Prunion spinosae
- Berberidion vulgaris
- Prunion fruticosae
- Salicion arenariae